# Depot von Dětenice
Das Depot von Dětenice (auch Hortfund von Dětenice) ist ein Depotfund der frühbronzezeitlichen Aunjetitzer Kultur aus Dětenice im Královéhradecký kraj, Tschechien. Es datiert in die Zeit zwischen 1800 und 1600 v. Chr. Der Großteil des Depots befindet sich heute im Museum von Libáň.

## Fundgeschichte
Das Depot wurde 1943 östlich von Dětenice, nahe der Gemeindegrenze von Arbeitern bei der Erneuerung eines Teiches entdeckt.

## Zusammensetzung
Das Depot bestand aus 14 Bronzegegenständen, die zusammen mit den Scherben von zwei Keramikgefäßen und einem Tierschädel aufgefunden worden. Eines der Gefäße stammt aus dem Mittelalter und weist somit keinen Bezug zum Depot auf. Bei dem anderen handelt es sich um eine vorgeschichtliche zweihenklige Amphore von dunkelbrauner Farbe. Ihre Höhe betrug (rekonstruiert) 210 mm. Bei den Bronzegegenständen handelt es sich um fünf Drahtarmspiralen, zwei zylindrische Armspiralen, eine Lanzenspitze und sechs Armringe. Eine Drahtarmspirale gelangte in Privatbesitz, drei Armringe sind verschollen, der Rest des Depots befindet sich im Museum von Libáň.